# Barton (Cambridgeshire)
Barton es una parroquia civil situada en el distrito de South Cambridgeshire, en Cambridgeshire, Inglaterra (Reino Unido). Según el censo de 2021, tiene una población de 820 habitantes.
Está ubicada al noroeste de la región del Este de Inglaterra, al norte de Londres y a poca distancia de las ciudades de Cambridge —la capital del condado— y Rutland.